# Girò di Cagliari
Il Girò di Cagliari è un vino DOC la cui produzione è consentita nelle province di Cagliari e Oristano.

## Caratteristiche organolettiche
- colore: rosso rubino più o meno tenue.
- odore: delicato con leggero aroma di uva.
- sapore: gradevole, caldo e vellutato.

## Abbinamenti consigliati
Si abbina bene con la carne ed i formaggi a pasta dura. Nella variante liquoroso dolce naturale si abbina perfettamente ai dessert, idealmente crostate di frutti rossi in confettura e pasticceria da forno.

## Produzione
Provincia, stagione, volume in ettolitri
- nessun dato disponibile